# Blick (Anzeigenblatt)
Der Blick (Eigenschreibweise BLICK) ist mit einer Gesamtauflage von über 600.000 Exemplaren eines der großen Anzeigenblätter Deutschlands. Sein Verbreitungsgebiet umfasst die Region Südwestsachsen mit Chemnitz, dem Erzgebirge, Vogtland, Mittelsachsen und Zwickau.

## Das Anzeigenblatt BLICK
Der BLICK ist das Kernprodukt des Verlags Anzeigenblätter GmbH Chemnitz (VAC). Hier erscheinen neben aktuellen Nachrichten aus der Region auch Kleinanzeigen, ein Reisemarkt, Informationen zum (über)regionalen Sport sowie verschiedene Sonderthemen zu beinahe allen Interessenbereichen. Das Wochenblatt ist für die Leser kostenlos und finanziert sich ausschließlich durch Anzeigen. Der BLICK erscheint in Form von 12 Ausgaben am Freitag. Der Vertrieb des Anzeigenblattes erfolgt über VDL Vertriebsdienstleistungen Express/City Post GmbH mittels eigener Zusteller.
Redaktionsleiter vom BLICK nach der Wiedervereinigung
- 1991–2013 	Bernd Seidel (Chefredakteur)
- 2013–2017 	Michael Heinrich (Redaktionsleiter)
- 2017–2019 	Jürgen Sorge (Redaktionsleiter)
- seit März 2019 Marcus Hansel (Redaktionsleiter)

### Technische Daten
- Format: Rheinisches Format, 520 mm × 350 mm
- Druck: Offset-Rotation
- Raster: 48 Linien/cm
- Farben: HKS/Z-Farben (durchgängiger Druck in 4c möglich)

## Der Verlag

### Entstehung, Informationen, Fakten
Der BLICK, als ältestes und größtes Verlagsprodukt, erschien erstmals 1962 in der DDR als politisches Organ der Kreisleitung der SED zum Einzelhandelsverkaufspreis von 0,15 Mark/Heft. Die politische Wende 1990 führte auch zu einer Umstrukturierung des Blattes, die Firma Verlag Anzeigenblätter GmbH Chemnitz (VAC) wurde hieraus gegründet. Der Verlag ist Mitglied im BVDA, dem Bundesverband Deutscher Anzeigenblätter. Der VAC ist eine 100-prozentige Tochterfirma der Freien Presse mit Sitz in Chemnitz. Hier sind alle zentralen Bereiche des Verlagshauses, wie Geschäftsführung, Rechnungslegung, Buchhaltung, zentrale Produktion/Redaktion, Marketing, Controlling und Beilagenmanagement angesiedelt. Des Weiteren existieren in dezentraler Organisation mehrere regionale Geschäftsstellen im gesamten Verbreitungsgebiet.

### Portfolio
Die Verlag Anzeigenblätter GmbH verfügt über ein breites Portfolio regionaler Medienformate. Das Unternehmen publiziert Stadtmagazine für Zwickau, Freiberg, Plauen und das Erzgebirge, die über lokale Ereignisse, Projekte, Veranstaltungen und Sehenswürdigkeiten berichten. Ergänzend erscheinen amtliche Mitteilungsblätter mit kommunalem Fokus sowie thematische Magazine, darunter:
- mach was! – Magazin für Ausbildung, Studium und Karriere
- Familie – das Magazin
- Wir heiraten – Ratgeber rund um Verlobung und Hochzeit
- Willkommen im Erzgebirge – Regionalmagazin für Gäste und Einheimische
- Abschied – Magazin zu Trauer, Erinnerung und Gedenken

Seit Januar 2017 betreibt der Verlag eine tagesaktuelle Nachrichtenportal unter der Domain www.blick.de.

### BLICK.de
BLICK.de ist ein regionales Nachrichtenportal für Sachsen mit inhaltlichem Schwerpunkt auf den Regionen Chemnitz, Zwickau, Erzgebirge, Vogtland, Mittelsachsen und Westsachsen. Im Mittelpunkt der Berichterstattung stehen Lokalnachrichten aus der Region, insbesondere aus den Bereichen Gesellschaft, Politik, Wirtschaft – mit Fokus auf Entwicklungen im Einzelhandel und in der Gastronomie – sowie zur Infrastruktur, darunter Verkehrs- und Baustellenmeldungen. Ergänzt wird das Angebot durch aktuelle Blaulichtmeldungen (Polizei- und Feuerwehreinsätze), Veranstaltungstipps, Lokalsport und authentische Porträts von Menschen aus der Region, die persönliche und emotionale Einblicke geben.
Zum redaktionellen Konzept gehören wiederkehrende Community-Formate, wie das Tattoo-Model der Woche, Tierschutz mit der Rubrik Sorgenpfötchen, Hintergrundberichte zu TV-Sendungen, Netflix-Serien und YouTube-Formate wie Sturm der Liebe, dem Erzgebirgskrimi oder 7 vs. Wild. Ebenso berichtet BLICK.de über regionale Events und Konzerte (z. B. das Wave-Gotik-Treffen in Leipzig).
Außerdem finden regelmäßig stattfindende Gewinnspiele, Leser-Votings und Umfragen statt. Die Formate behandeln häufig regionale Themen – etwa das beliebteste Eis-Café der Stadt oder saisonale Aktionen wie das Pfannkuchen-Voting.

## Capy – das Maskottchen von BLICK.de
Capy ist seit Oktober 2023 das offizielle Maskottchen des Nachrichtenportals BLICK.de. Das Capybara, als Symbol für Neugier, Gelassenheit und Gemeinschaft, verkörpert die Werte der Marke. Capy entwickelte sich rasch zur kanalübergreifenden Identifikationsfigur. Die Verlag Anzeigenblätter GmbH übernahm eine Tierpatenschaft im Tierpark Hirschfeld, wo Capys reales Vorbild lebt. Neben interaktiven Formaten, wie den „Capy-Krimis“, war Capy auch als Orakel zur Fußball-EM 2024 im Einsatz. Seit 2024 tritt das Maskottchen zudem bei regionalen Veranstaltungen auf und pflegt eine enge Verbindung zur Community – etwa durch lokale Aktionen oder Auftritte bei Stadtfesten und Sportevents. Capy gilt mittlerweile als fester Bestandteil der BLICK.de-Community.

## Social
- https://www.instagram.com/blick.de
- https://www.tiktok.com/@blickde
- https://www.facebook.com/blicksachsen
- https://www.m.youtube.com/@blicksachsen
- https://www.whatsapp.com/channel/0029Va6RBvnLY6dCNLfeAA0c/